# Commissione europea contro il razzismo e l'intolleranza
La Commissione europea contro il razzismo e l'intolleranza (ECRI) è una emanazione del Consiglio d'Europa composta da membri indipendenti il cui scopo principale è la pubblicazione di relazioni periodiche sul diffondersi di fenomeni di xenofobia, razzismo e antisemitismo negli Stati membri del Consiglio d'Europa.
L'ECRI ha anche il compito di diffondere tali raccomandazioni tra i rappresentanti della società civile nonché tra governi direttamente interessati.